# Monarchismo
     Monarchia assoluta
     Monarchia costituzionale
     Monarchia parlamentare
     Reami del Commonwealth, Stati in Unione personale con il Sovrano del Regno Unito
     Monarchie subnazionali (parziali)

Forme di governo monarchiche nel mondo
Monarchia assoluta
Monarchia costituzionale
Monarchia parlamentare
Reami del Commonwealth, Stati in Unione personale con il Sovrano del Regno Unito
Monarchie subnazionali (parziali)

Il monarchismo è la concezione politica che ritiene la monarchia come la migliore forma di governo.
Un monarchico sostiene la necessità che un paese sia retto da un sovrano a prescindere dalla particolare persona che, in un dato momento e contesto, detiene tale carica; in questo senso si distingue dal lealismo, inteso come fedeltà a un determinato monarca, e si oppone al repubblicanesimo.